# Carlos Yulo
Carlos Yulo (født 2000) er en filippinsk gymnast, der konkurrerer i redskabsgymnastik.
Han repræsenterede Filippinerne ved sommer-OL 2020 i Tokyo, hvor han blev nummer 4 i spring over hest.
Han deltog også i sommer-OL 2024, hvor han vandt guld i både Øvelser  på gulv og spring over hest. Det var Filippinernes to første guld ved OL i 2024, og landets andet og tredje olympiske guld gennem historien.